# Annalisa Scarrone

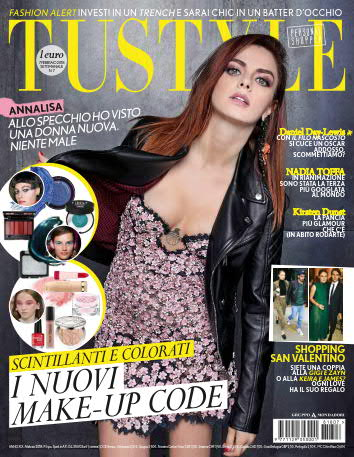
Tustyle 7 february 2018 cover Mondadori

Annalisa Scarrone, také známá jen jako Annalisa (narozena 5. srpna 1985, Savona, Itálie) je italská popová zpěvačka a skladatelka. Stala se slavnou díky účasti v talentové soutěži Amici di Maria De Filippi (2010–2011), kde skončila na 2. místě. V březnu 2011 vydala své 1. album zvané Nali, které dosáhlo 2. pozice na oficiálním italském albumovém žebříčku a bylo platinové.

## Diskografie

### Sólová umělkyně

#### Alba
| Rok  | Název               | Nejvyšší dosažená pozice | Ocenění   |
| Rok  | Název               | IT                       | Ocenění   |
| ---- | ------------------- | ------------------------ | --------- |
| 2011 | Nali                | 2                        | Platinová |
| 2012 | Mentre tutto cambia | 9                        | -         |
| 2013 | Non so ballare      | 6                        | -         |
| 2015 | Splende             | 7                        | -         |
| 2016 | Se avessi un cuore  | 4                        | -         |

#### Singly
- 2011 – Diamante lei e luce lui
- 2011 – Giorno per giorno
- 2012 – Senza riserva
- 2012 – Tra due minuti è primavera
- 2012 – Per una notte o per sempre
- 2013 – Pirati
- 2013 – Scintille
- 2013 – Alice e il blu
- 2013 – A modo mio amo
- 2014 – Tutto Sommato
- 2014 - Sento solo il presente
- 2014 - L'Ultimo Addio
- 2014 – Dimenticare (Mai) (ft. Raige)
- 2015 – Una finestra tra le stelle
- 2015 – Vincerò
- 2015 – Splende
- 2016 – Il Diluvio Universale
- 2016 – Se Avessi Un Cuore
- 2016 – Used to You
- 2016 – Stella Cadente (ft. Rocco Hunt)

### S Elaphe Guttata

#### Alba
- 2006 – Blue trip

#### Singly
- 2006 – In garden's orange rack